# Biruința
Biruința es una villa de la República de Moldavia ubicada en el distrito de Sîngerei.
En 2004 tiene 3093 habitantes, de los cuales 2059 son étnicamente moldavo-rumanos. Son minorías cuantitativamente destacables los ucranianos (624 habitantes) y rusos (361 habitantes).
Fue fundada en 1963 como a partir de la fábrica de azúcar de Alexăndreni y en pocos años se convirtió en un pequeño centro industrial. En 1965 adquirió el rango de orăș.
Se ubica en la periferia oriental de Bălți, junto a la carretera R13 que lleva a Florești.